# Hentzia calypso
Hentzia calypso là một loài nhện trong họ Salticidae.
Loài này thuộc chi Hentzia. Hentzia calypso được Richman miêu tả năm 1989.